# Гамбаров, Юрий Степанович
Ю́рий (Георгий) Степа́нович Гамбаров (арм. Յուրի Ղամբարյան; 1850, Тифлис — 1925, Москва) — русский юрист-правовед армянского происхождения, профессор Московского университета, учёный-цивилист (специалист по гражданскому праву). Первый ректор Ереванского государственного университета (1919—1920)

## Биография
Происходил из обер-офицерских детей. Родился 10 (22) июня 1850 года в Тифлисе, где его отец Степан Павлович Гамбаров (Гамбарян) исполнял должность губернского прокурора; чин действительного статского советника давало ему дворянство.
В 1866 году окончил 1-ю Тифлисскую мужскую гимназию.
После окончания в 1870 году со степенью кандидата юридического факультета Московского университета работал судебным следователем в Тифлисской судебной палате, а затем (в 1873—1874 гг.) находился в научной командировке в Европе (Австро-Венгрии, Германии, Франции и Швейцарии).
В июне 1880 года защитил в Московском университете магистерскую диссертацию на тему: «Добровольная и безвозмездная деятельность в чужом интересе». В октябре того же года был избран доцентом кафедры гражданского права в Новороссийском университете.
С апреля 1882 по июль 1883 годов вновь находился в командировке за границей, по возвращении продолжил преподавание в Новороссийском университете.
С июля 1884 по сентябрь 1899 годов преподавал в Московском университете: сначала — доцент, с декабря 1884 года — экстраординарный профессор на кафедре гражданского права и гражданского судопроизводства; читал курс русского гражданского процесса. В 1889 году защитил диссертацию на степень доктора права («Общественный интерес в гражданском праве»). Вынужден был покинуть Московский университет (лето 1899). На уходе Гамбарова из университета настоял тогдашний министр народного просвещения Н. П. Боголепов из-за того, что Гамбаров (вместе с профессором Н. О. Нерсесовым) оказывал поддержку армянскому национальному движению: руководил сбором денежных средств и деятельностью комитета, образованного из представителей армянской колонии в Москве.
В 1900 году Ю. С. Гамбаров переехал в Париж, где первоначально вёл занятия в Международной школе, а затем с 1901 года принял участие в образовании и деятельности Русской Высшей школы общественных наук.
С 1906 года Ю. С. Гамбаров состоял профессором гражданского права на экономическом отделении Санкт-Петербургского политехнического института, где читал лекции по гражданскому праву.
В 1917 году вернулся в Тифлис, с 1922 года — профессор Грузинского национального университета.
Умер 26 ноября 1925 года в глазной клинике Фромгольда в Москве. Похоронен на Новодевичьем кладбище.

## Научная деятельность
Ю. С. Гамбаров представитель научного направления социальной юриспруденции, сторонник сравнительно-исторического метода изучения права. Сферу научных интересов Ю. С. Гамбарова составляли проблемы теории государства и права, а также гражданского права.
Большое влияние на Ю. С. Гамбарова оказали взгляды Иеринга. В своём труде «Право в его основных моментах» учёный выразил собственный взгляд на право, рассматривая его не как принудительную силу, а как мотив, оказывающий существенное влияние на волю человека; по его мнению, право формируется из общественных отношений, является частью общества, а изучать его следует в рамках практического осуществления. Право есть «практическое регулирование общественной жизни с целью обеспечения удовлетворения человеческих потребностей путём установления и осуществления внешне обязательных, не зависящих от воли подчинённых лиц и неприкосновенных до своей отмены норм человеческого поведения».
Право логически предшествует государству, а потому «невозможно мыслить понятие государства, не имея уже готового понятия права, составляющего необходимое условие для возникновения представления о государстве». Оно воздействует на волю субъектов через издаваемые властью приказы, а «всякая попытка авторитетной власти заставить своими приказами подчинённых ей лиц согласовать с такими приказами их поведение есть попытка к установлению права».
Ю. С. Гамбаров являлся сторонником разграничения права и закона, признавал наличие «высшего» права как идеальной цели и критерия оценки права позитивного. Закон есть более или менее точное отражение права. При этом право он предлагал называть не естественным, а «правом, не санкционированным принуждением». В праве он выделял два элемента: теоретический (учение о праве) и практический (властная воля общества). Благодаря первому элементу определяется то, что происходило или должно происходить в человеческих отношениях; благодаря второму — осуществляется подчинение нормам права. Эти элементы не должны смешиваться, так как имеют дело с различными реальностями.
Ю. С. Гамбаров разработал «Курс гражданского права» (первоначально рассчитанный на три тома), включив туда не только русское, но и «общее гражданское право», которое «получается в осадке развития его отдельных институтов и доктрин у всех народов, стоящих в более менее сходных условиях жизни». Он считал, что ограничение изучения права только национальным законодательством не даёт возможности глубокого его познания и лишает способности «разбираться не только в своём, но и во всяком законодательстве, отличать его жизненные части от мёртвых или умирающих и приходить к пониманию социальных задач права».
Большое внимание Ю. С. Гамбаров уделял работам зарубежных учёных в области юриспруденции, под его редакцией, с обширными предисловиями, изданы такие работы, как «Гражданское положение женщины с древнейших времён» (П. Жида) и «Общая теория права» (Ф. Регельсбергера).

## Общественная деятельность
Попечитель Московского учебного округа П. А. Капнист 23 декабря 1890 года докладывал:

По имеющимся достоверным сведениям агитационная деятельность Гамбарова не подлежит никакому сомнению. Благодаря его стараниям, в Москве успел образоваться из представителей местной армянской колонии комитет, в состав которого, кроме Гамбарова, входит профессор Московского университета Нерсесов. Сходки членов означенного комитета происходят под руководством Гамбарова, являющегося безусловно главным руководителем армянского движения в Москве… По инициативе того же Гамбарова в Москве производятся денежные сборы на армянское дело.

## Основные труды
- Добровольная и безвозмездная деятельность в чужом интересе вне договорного отношения и не по предписанию закона (М., 1879)
- «Социологическое основание института negotiorum gestio» (М., 1880)
- «Право в его основных моментах» // Сборник по общественным юридическим наукам (СПб., 1889)
- «Гражданское право. Вещное право. Ч. 1-2» (СПб., 1898)
- «Политические партии в прошлом и настоящем» (СПб., 1904)
- «Задачи современного правоведения» (СПб., 1907)
- «Свобода и её гарантии. Популярные социально-юридические очерки» (СПб., 1910)
- «Курс гражданского права. Том 1. Часть общая» (СПб., 1911); Экземпляр в РГБ